# Colegio de Ciencias y Humanidades
El Colegio de Ciencias y Humanidades (CCH) es uno de los tres sistemas de educación media superior que ofrece la Universidad Nacional Autónoma de México nivel media superior, siendo los otros la Escuela Nacional Preparatoria y B@UNAM.
La Universidad Nacional Autónoma de México (UNAM) ha creado varios planteles (los CCHs) que  han adoptado este progresivo sistema educativo. Una variedad de instituciones privadas también han adoptado este progresivo sistema educativo. Todos los planteles de CCHs de la UNAM junto con la Escuela Nacional Preparatoria son las únicas instituciones que gozan del Pase Reglamentado que otorga la UNAM, permitiendo a sus alumnos ingresar a licenciatura sin la necesidad de realizar examen de ingreso a la Universidad.

## Historia
El Gobierno Federal impulsó en la década de los años 70, la oferta educativa mediante incrementos en el subsidio a las Instituciones de educación superior y media superior propiciando la creación de nuevas universidades y bachilleratos tecnológicos regionales.
El proyecto de Nueva Universidad, contemplaba transformar los bachilleratos del país, con la aplicación de las nuevas tendencias didácticas y pedagógicas, por lo que se crea el Centro de Didáctica, el que sería el lugar en donde se prepararon a los profesores tanto del CCH, como de las nuevas escuelas superiores de la UNAM, durante sus primeros años.
Además de que durante la XII asamblea de la ANUIES, se dan las bases para tener una reforma integral de la educación superior y debido a la creciente demanda de educación a nivel medio superior propiciada por la explosión demográfica suscitada en la Ciudad de México y su Zona metropolitana, se elaboró un proyecto para crear un sistema innovador que se llama Colegio de Ciencias y Humanidades,  el cual nace como respuesta a todas estas demandas educativas y sociales.
Participando en su diseño, los coordinadores de Ciencias; Guillermo Soberón y Humanidades; Rubén Bonifaz Nuño y los directores de las llamadas Facultades madres; Ciencias, Ciencias Políticas y Sociales, Filosofía y Letras, Facultad de Química  y la Escuela Nacional Preparatoria.
El proyecto del Colegio de Ciencias y Humanidades fue aprobado por unanimidad en sesión ordinaria del 26 de enero de 1971, por el Consejo Universitario de la UNAM

siendo el rector el Dr.Pablo González Casanova, quien consideró tal acción como:

"la creación de un motor permanente de innovación de la enseñanza universitaria y nacional, y deberá ser complementado con esfuerzos sistemáticos que mejoren a lo largo de todo el proceso educativo, nuestros sistemas de evaluación de lo que enseñamos y de lo que aprenden los estudiantes"

El nuevo Modelo Educativo fue la conjunción de cultura básica, formación intelectual ética y social de los alumnos considerados sujetos de la cultura y de su propia educación, formados por los métodos científico Experimental e Histórico Social y por dos lenguajes: español y matemáticas.
El 12 de abril de 1971, se iniciaron los cursos para recibir a la primera generación de estudiantes en los planteles Azcapotzalco, Naucalpan y Vallejo.
El 3 de abril de 1972, fueron fundados los planteles Oriente y Sur; quedando el proyecto de manera definitiva en estos 5 planteles.
En 1976 se creó la Unidad Académica de los ciclos Profesionales y de Posgrado del CCH, que impulsó y desarrolló posgrados innovadores de alto nivel, que se impartían en los institutos de investigación de la UNAM, con un carácter formativo y vinculado a las necesidades del país, como había sido el Colegio en su bachillerato.
Actualmente, el Colegio tiene el rango de Escuela Nacional, que fue impuesto en 1997, y reglamentado el 22 de septiembre de 1998, mismo que llevó a una reestructuración del plan de estudios que lo rige ahora; así como la instalación de la Dirección General.

## Plan de estudio
Desde su creación, se buscó que el Plan de estudios del CCH fuera innovador, incorporando enfoques pedagógicos que consideraban a la interdisciplinar como estrategia metodológica que atravesara el curriculum. 
La filosofía del Colegio se basa en tres principios que se centran en el aprendizaje del alumno:
Aprender a aprender, relacionado con la transformación de la información en conocimiento a través del proceso de aprendizaje. 
Aprender a hacer, relacionado con el desarrollo de habilidades y procedimientos que le permitan utilizar el conocimiento de manera estratégica.
Aprender a ser, relacionado con el ámbito de los valores y las normas que regulan las conductas para favorecer un ambiente de respeto y cordialidad.
El Plan de estudios original estructuraba el programa en 6 semestres, con 5 materias obligatorias en los primeros cuatro semestres, y seis materias en los últimos 2 semestres, los cuales eran elegidos por el propio alumno dependiendo del área a cursar en nivel licenciatura. Estas materias pertenecen a las áreas de matemáticas, histórico-filosóficas, ciencias experimentales (naturales) y lenguaje-comunicación (lectura y redacción), todo basado en el método científico.
En 1996 se actualizan el Plan y los Programas de Estudios dando como resultado los siguientes cambios:
Reducción de los cuatro turnos a dos, uno matutino y otro vespertino.
Transformación de la clase magistral en clase taller.
Aumento a dos horas de clase en algunas asignaturas del área de Historia.
Desaparición de la materia de Método Científico Experimental e incorporación de los aspectos metodológicos en las diferentes asignaturas del área.
Incorporación de la asignatura de Taller de Computo en el primer o segundo semestres.
Incorporación de la materia de Filosofía como obligatoria en quinto semestre.
Conservando el Modelo Educativo del Colegio con sus cuatro ejes orientadores; la noción de Cultura Básica, la organización académica por áreas, el docente como guía y orientador, y el alumno como sujeto de su propio aprendizaje. Cada uno de estos ejes pernea en los diferentes niveles de concreción de currículo.
El mapa curricular actual del plan de estudios es el siguiente:
| 1.er semestre                                                             | 2.º semestre                                                                | 3.er semestre                                                               | 4.º semestre                                                               | 5.º semestre * | 6.º semestre |
| ------------------------------------------------------------------------- | --------------------------------------------------------------------------- | --------------------------------------------------------------------------- | -------------------------------------------------------------------------- | --- | --- |
| Matemáticas I                                                             | Matemáticas I I                                                             | Matemáticas III                                                             | Matemáticas IV                                                             | 1a. opción; Cálculo I, Estadística I, o Cibernética y computación I | Cálculo II, Estadística II, o Cibernética y computación II |
| Taller de cómputo (solo 1 semestre)                                       | Educación física (optativa el otro semestre)                                | Física I                                                                    | Física II                                                                  | 2a. opción; Biología III, Física III, o Química III | Biología IV, Física IV, o Química IV |
| Química I                                                                 | Química I I                                                                 | Biología I                                                                  | Biología II                                                                | 3º opción obligatoria; Filosofía I 3º opción optativa; Temas selectos de Filosofía                                                                                            | Filosofía II Temas selectos de Filosofía |
| Historia universal moderna y contemporánea I                              | Historia universal moderna y contemporánea I I                              | Historia de México I                                                        | Historia de México II                                                      | 4a opción; Administración I, Antropología I, Ciencias de la salud I, Ciencias políticas y sociales I, Derecho I, Economía, Geografía I, Psicología I, Teoría de la Historia I | Administración II, Antropología II, Ciencias de la salud II, Ciencias políticas y sociales II, Derecho II, Economía II, Geografía II, Psicología II, Teoría de la Historia II |
| Taller de lectura, redacción e iniciación a la investigación documental I | Taller de lectura, redacción e iniciación a la investigación documental I I | Taller de lectura, redacción e iniciación a la investigación documental III | Taller de lectura, redacción e iniciación a la investigación documental IV | 5a opción; Griego I, Latín I, Lectura y análisis de textos literarios I, Taller de comunicación I, Taller de diseño ambiental I, Taller de expresión gráfica I                | Griego II, Latín II, Lectura y análisis de textos literarios I I, Taller de comunicación II, Taller de diseño ambiental II, Taller de expresión gráfica II                    |
| Inglés I o Francés I                                                      | Inglés II o Francés I I                                                     | Inglés III o Francés III                                                    | Inglés IV o Francés IV                                                     | | |

- En el quinto semestre se erigirán 7 materias una de cada una de las 5 opciones, teniendo que seleccionar obligatoriamente Filosofía,  además que seleccionaran una sexta entre las de la primera y segunda opción y la séptima entre las de las tercera, cuarta o quinta opción

Ejemplo: Estadística, Biología, Química, Filosofía, Antropología, Geografía, Latín
En los años 2003 , 2005, 2011 y 2013 se revisaron los programas de estudios para incorporar algunos temas o enfoques de la ciencia que actualiza los saberes de los estudiantes.
En la actualidad el CCH revisó y actualizó los programas de primero a cuarto semestres los cuales entraron en vigor en agosto de 2016. Los programas de quinto y sexto semestre revisados entrarán en vigor en agosto de 2017.

## Planteles
El Colegio está integrado por una Dirección General, existen 5 planteles del Colegio de Ciencias y Humanidades:

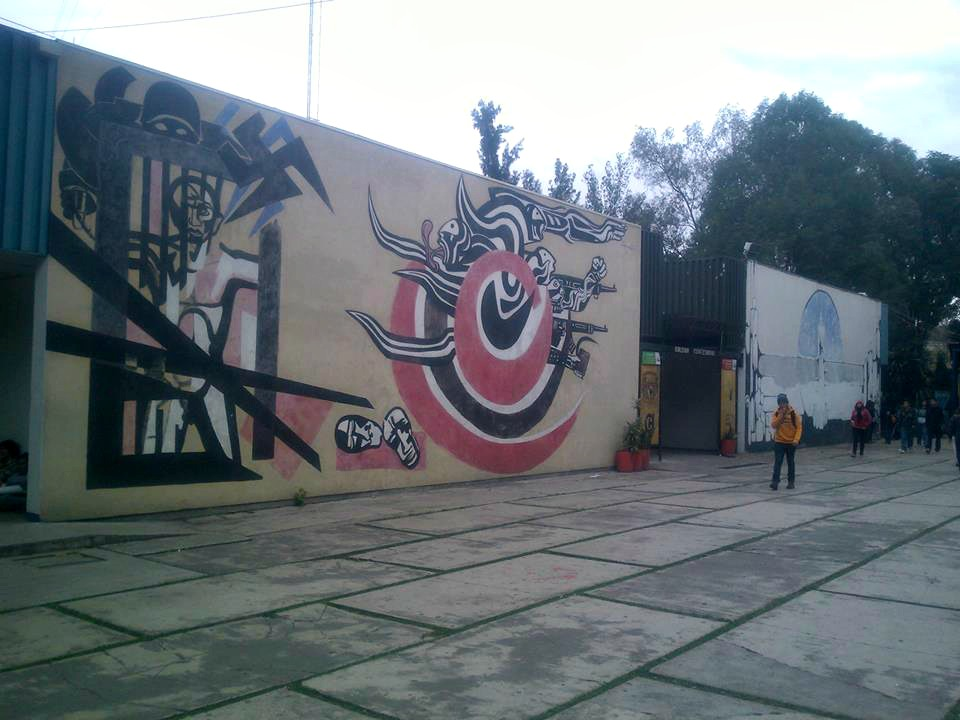
Mural CCH Azcapotzalco.

4 que se encuentran en la Ciudad de México: 
- Colegio de Ciencias y Humanidades Plantel Azcapotzalco

(91 aciertos)
- Colegio de Ciencias y Humanidades Plantel Vallejo

(95 aciertos)
- Colegio de Ciencias y Humanidades Plantel Oriente

(94 aciertos)
- Colegio de Ciencias y Humanidades Plantel Sur

(96 aciertos)
1 en se encuentra en Estado de México
- Colegio de Ciencias y Humanidades Plantel Naucalpan

(87 aciertos)
1 un Laboratorio Central, cuyas instalaciones están ubicadas en la Ciudad Universitaria de la UNAM.
Cada plantel tiene un director o una directora, que se elige cada cuatro años con la posibilidad de ser reelecto por segunda ocasión, cuenta con instancias de apoyo denominadas secretarías; entre las que se encuentran la secretaría académica, docente, secretaría general de cada plantel de apoyo académico y administrativo. Los planteles cuenta con dos turnos, con aproximadamente 5500 alumnos cada uno de ellos.
El Colegio atiende a una población estudiantil de 56,600 alumnos, con una planta docente de aproximadamente 3 mil 590 profesores. Cada año ingresan 17 mil alumnos a sus aulas, y en el 2004 habían pasado por las mismas cerca de 700 mil alumnos

## Instalaciones
- Áreas de ciencias experimentales, histórico-social, matemáticas, talleres de lenguaje y comunicación; se encargan de coordinar las asignaturas del plan de estudio y son sitios de encuentro de los profesores para realizar los programas de estudio y diseñar conjuntamente los exámenes colegiados.

- Aulas con cañones de proyección; con la finalidad de poner al alcance de los profesores mejores medios de enseñanza, se ha dotado a un número importante de salones con estos equipos (52 en el Sur),[13] además de que los salones dedicados a las materias del área de histórico-sociales, cuentan con pizarrones electrónicos y computadoras.

- Biblioteca; brinda apoyo bibliográfico a las labores de enseñanza aprendizaje, investigación y difusión de la cultura propias de los planteles, cuentan con préstamos internos, a domicilio e interbibliotecarios, existen libros, revistas, enciclopedias y mapas.

- Centro de cómputo, presta el equipo de cómputo con Linux y open office, utilizado en los trabajos de los alumnos y la consulta en las diversas páginas de la Web, además de poder contar con la impresión de los mismos.

- Departamento de audiovisual, en los que se hace el préstamo de sus salas, auditorios, material didáctico, equipos de audio y vídeo, se realiza la proyección de películas y vídeos que sirven de apoyo académico y la realización de los eventos culturales propios de cada plantel.

- Departamento de Opciones Técnicas  se encarga de impartir cursos extracurriculares de formación profesional para el trabajo, con duración de 2 semestres.[14]

- Departamento de información; son responsables de comunicar los acontecimientos sucedidos cada semana en los órganos noticiosos institucionales (Gaceta CCH y Gaceta UNAM) y en los locales como “Pasos del Sur”, "la Hoja" ahora "El Pulso", "Comunidad","Oriente informa".

- Departamento de idiomas: Se encargan de impartir las materias curriculares de Inglés y Francés.

- Departamento de impresiones, se encarga de la realización de los órganos informativos locales, y elaborar los libros, documentos, folletos y lecturas utilizadas por los profesores en sus cursos.

- Departamento de mantenimiento, se encarga de dar mantenimiento a todas las instalaciones del plantel.

- Departamento de psicopedagogía; brinda a los alumnos los servicios de orientación educativa, como estrategias y hábitos de estudio, desarrollo adolescente, alternativas de estudio a nivel profesional y en el plantel Sur coordina y canaliza a los alumnos que lo requieran al Programa de atención psicológica especializada a estudiantes.[15]

- Departamento de sistemas: Administra los servicios de red y supervisa el funcionamiento de los equipos de cómputo en las instalaciones de los planteles.

- Difusión cultural, participa en la formación integral de los alumnos al trasmitir los valores culturales, por medio de sus diversos talleres, además de traer a los planteles funciones de teatro, música, danza, cine y exposiciones artísticas.

- Folletería; se encarga de la venta de las publicaciones que los profesores elaboran como apoyo a los cursos y las guías de exámenes especiales.

- Gimnasio e instalaciones deportivas, para apoyar a los alumnos en su desarrollo físico a través de las actividades deportivas como atletismo, básquetbol, fútbol, Gimnasia, bajo la supervisión de los profesores de Educación física.

- Laboratorios, son los las aulas curriculares, en donde se imparten las materias del área de ciencias experimentales, se encuentran divididas en las materias de física, química, biología y psicología, dotados con su correspondiente material y substancias.

- Mediatecas: las cuales son “Centros de auto acceso para la enseñanza y el aprendizaje de los idiomas” Inglés, Francés, Alemán e Italiano, en donde los alumnos y los docentes aprenderán a su propio ritmo con ayuda del programa Tell me more.

- Instalaciones para practicar el skateboard (Plantel Azcapotzalco, Plantel Vallejo y Plantel Naucalpan).

- Oficina jurídica: Da apoyo a la comunidad en los problemas de índole jurídico, realiza pláticas preventivas con respecto a problemas como el alcoholismo y la drogadicción, realiza el levantamiento de actas y trámites a que se hagan merecedores cuando se cometan actos contrarios a la legislaciones Universitarias y los códigos penales correspondientes.

- Programa de atención psicológica especializada a estudiantes. (Solo en CCH Sur).

- Programa de Tutorías; es el encargado de contribuir a mejorar el aprendizaje y elevar el número de egresados, a través de los profesores tutores.

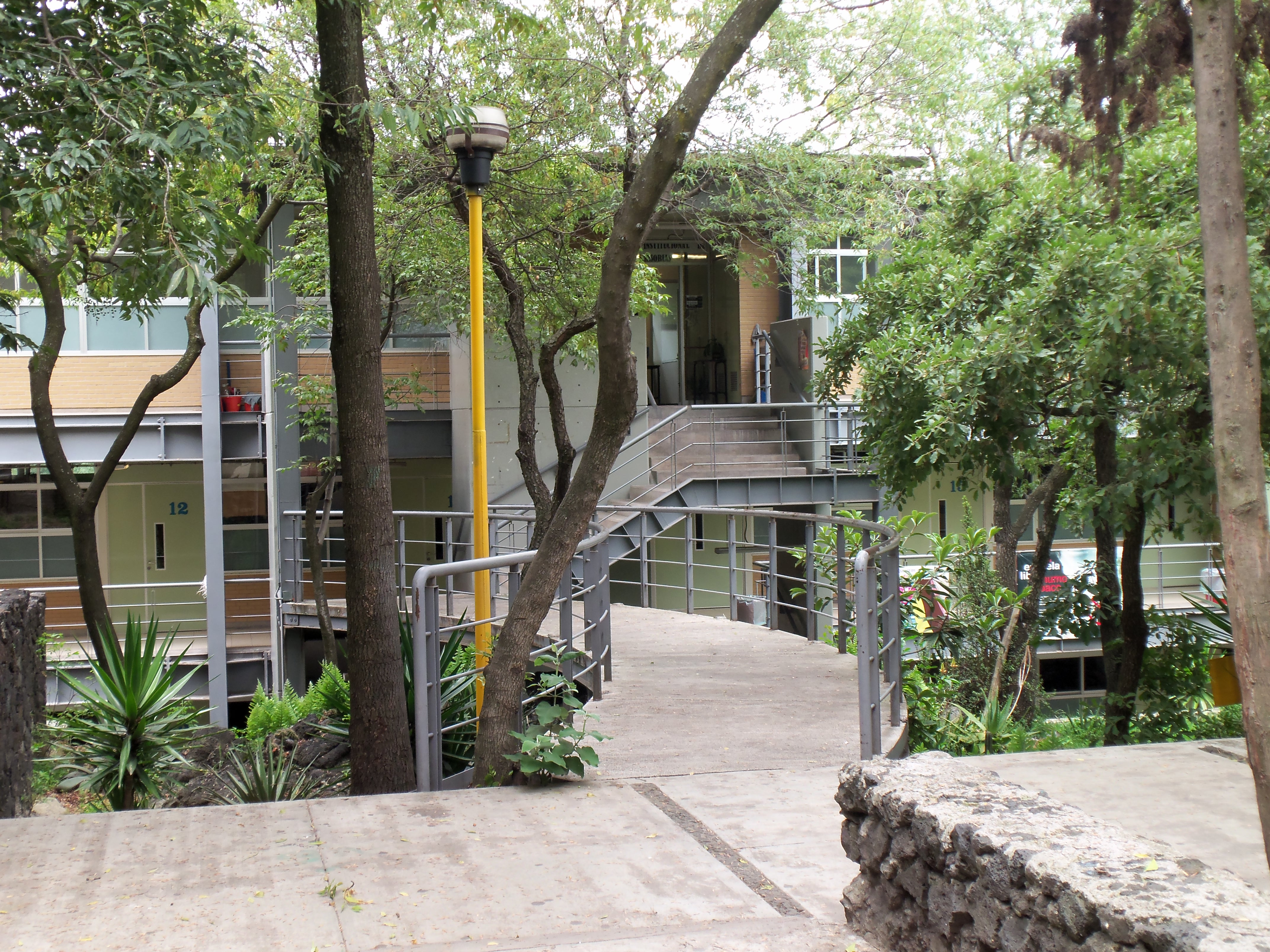
Edificio de asesorías del CCH Sur.

- Edificio de asesorías del CCH Sur.Programa de asesoría; es el encargado de auxiliar al alumno en las materias reprobadas.

- Programas de Jóvenes hacia la investigación en ciencias naturales y otro en ciencias sociales, cuya misión es iniciar en estas áreas de investigaciones a los alumnos.

- Red inalámbrica, la Universidad Nacional Autónoma de México interesada en ofrecer tecnologías de vanguardia que apoyen a la docencia, pone a disposición de su comunidad la Red Inalámbrica,[16]  que permite el acceso a Internet en distintas áreas de la UNAM.

- Sala de planeación de clases para profesores; es el lugar en donde se brinda apoyo al profesor para organizar y concebir sus clases.

- Salas Telmex (donadas por la empresa Teléfonos de México), En cada plantel se instalaron en el Centro de Cómputo, teniendo como propósito, el impulsar el uso cotidiano de los recursos tecnológicos de la información y la comunicación en las tareas académicas, a través de proyectos específicos.[17]

- Servicio médico; atiende en las urgencias médicas a la comunidad del plantel, de ser necesario son trasferidos los alumnos al hospital del IMSS, profesores y administrativos al ISSSTE o al centro médico universitario en CU.

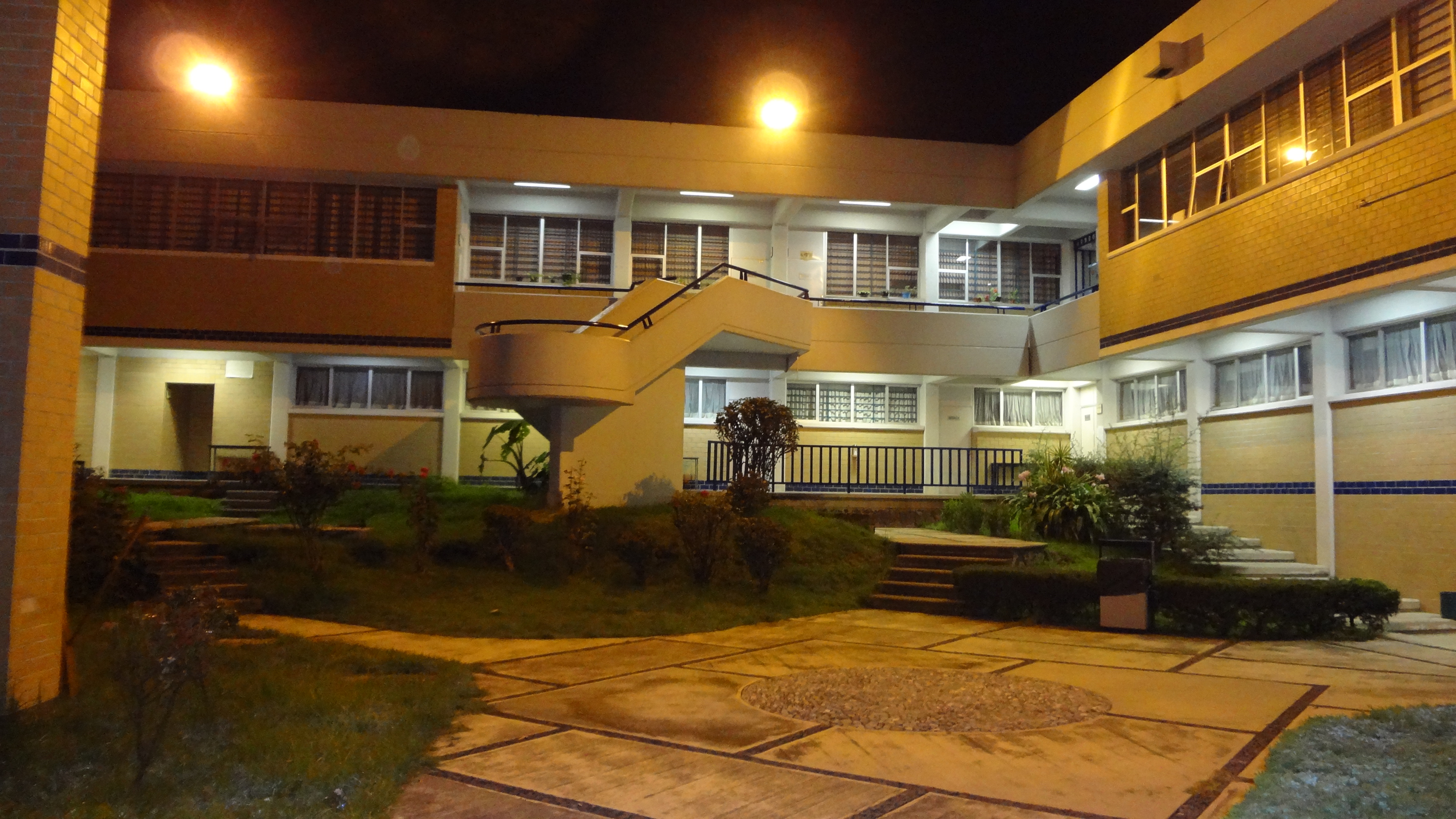
SILADIN de noche del CCH Sur.

- SILADIN de noche del CCH Sur.SILADIN (sistema de laboratorios para el desarrollo y la innovación).

## 40 Aniversario
El miércoles 26 de enero del 2011, el Colegio cumplió su cuadragésimo aniversario.
El 11 de abril de 2011, se realizó una magna ceremonia que reunió a los profesores fundadores de materia de los 5 planteles (aquellos que iniciaron cuando se dio por primera vez la asignatura), en donde participaron atrevés de un emotivo documento leído por el hijo del Ex Rector de la Universidad, Pablo González Casanova, el entonces Rector José Narro Robles, y la directora general del CCH, Lic Lucía Laura Muñoz Corona.
También se organizaron algunas actividades el 13 de mayo de 2011 en la que fueron partícipes los alumnos de los planteles, así como administrativos y docentes. Como parte de los festejos, se llevaron a cabo los concursos de oratoria y de ensayo "Un cecehachero, una historia". En una ceremonia presidida por la directora general de los Colegios, Laura Lucía Muñoz Corona, los representantes de cada plantel, que previamente habían ganado el certamen al interior de su Colegio, disertaron sus experiencia y aprendizajes como alumnos del CCH. El certamen arrojó como ganadores a los estudiantes:
- - PRIMER LUGAR: Marco Antonio García Pérez, representante del plantel Naucalpan.
- - SEGUNDO LUGAR: Diego de Jesús Córdova Utrera, representante del plantel Oriente.
- - TERCER LUGAR: Emilio Encarnación Brito, representante del plantel Vallejo.

## 50 Aniversario
El martes 26 de enero del 2021 cumplió su quincuagésimo aniversario. Se realizó una ceremonia para conmemorar el 50 aniversario del Colegio de Ciencias y Humanidades mediante una transmisión en línea en las diferentes redes sociales.Con la participación del Rector Dr. Enrique Graue Wiechers, el Secretario General Dr. Leonardo Lomelí Vanegas, el director general del CCH Dr. Benjamín Barajas Sánchez, así como personal docente, administrativo y estudiantil.
El viernes 29 de enero del 2021 se realizó una sesión solemne del H. Consejo Técnico para conmemorar el 50 aniversario del CCH, dicho evento fue transmitido por redes sociales.Se contó con la participación del director general del CCH, Benjamín Barajas Sánchez, los integrantes del H. Consejo Técnico, Émerito y ex director general José de Jesús Bazán Levy, así como docentes y estudiantes.

## Directores
- Pablo González Casanova (1971)[21]
- Alfonso Bernal Sahagún (1971-1973)[22]
- Manuel Pérez Rocha (1973)[23]
- Henrique González Casanova (1973-1974)[24]
- Fernando Pérez Correa (1974-1977)[25]
- David Pantoja Morán (1977-1982)[26]
- Javier Palencia Gómez (1983-1986)[26]
- Darvelio Castaño Asmitia (1986-1987)[27]
- Alfonso López Tapia (1988-1993)[28]
- David Pantoja Morán (1993-1995)[29]
- Jorge González Teyssier (1995-1998)[30]

- José de Jesús Bazán Levy (1998-2006)[31]
- Rito Terán Olguín (2006-2010)[32]
- Lucía Laura Muñoz Corona (2010-2014)[33]
- Jesús Salinas Herrera (2014-2018)[34]
- Benjamín Barajas Sánchez(2018-2026)[35]

## Movimientos estudiantiles
Los movimientos estudiantiles dentro del Colegio de Ciencias y Humanidades han sido importantes. El movimiento del 68 fue trascendental para el inicio del colegio, ya que, además de ser detonante de las reformas educativas, también florecieron sus profesores de las filas de dicho movimiento, dándole la frescura y entusiasmo que caracterizó a la institución. No obstante, se tenía que pasar por rigurosos exámenes de selección, con lo que lograron tener mayor empatía y por lo tanto un cambio en el estilo y compromiso con la institución y con la comunidad, inculcándoles los conocimientos, además de su espíritu crítico, este último un factor que hacía difícil su paso de una institución en que se sabía que el profesor no era el sabedor de la verdad total, a las facultades tradicionales en la Ciudad Universitaria, aunque algunos de los alumnos contaron con la cercanía de las Escuelas de Acatlán, Aragón, Cuautitlán, Iztacala y Zaragoza, en que eran mejor aceptados los CCHeros ("cecehacheros"), pues al igual se encontraban con profesores y cursos como estaban acostumbrados.
Posteriormente a su creación, ha habido tres que sobresalen:
- El Primero, se produjo después de las modificaciones del Plan de Estudios en 1996, que trajo como consecuencias una huelga que duró aproximadamente ocho semanas, y que solo afecto a los cinco planteles del Colegio de Ciencias y Humanidades; este movimiento fue organizado por simpatizantes del CEU;
- El segundo, la huelga que inició en abril de 1999 y que duró casi 10 meses y que paralizó las actividades habituales dentro de la UNAM, y por ende al mismo CCH, movimiento promovido por integrantes del Consejo General de Huelga (CGH);
- El Tercero, el movimiento más reciente fue el paro de labores que estalló el 27 de agosto del 2018 en el plantel Azcapotzalco para exigir la renuncia de la directora del colegio por inconsistencias; esta protesta desencadenó un paro que finalizó formalmente hasta el 19 de septiembre, y también se llevó a cabo una marcha el 3 de septiembre a las afueras de la Rectoría de la UNAM, la cual dejó como saldo 14 estudiantes heridos (dos de ellos de gravedad).[38]

## Estudiantes sobresalientes
Entre otras personas, han destacado:
- Arturo Kemchs -  caricaturista mexicano
- Carmen Aristegui -  comunicóloga y periodista mexicana
- José Nabor Cruz Marcelo -  secretario ejecutivo del Coneval
- José Hernández - monero caricaturista y periodista mexicano
- Flor Amargo -  cantante mexicana
- Elda Maceda - periodista cultural
- Eugenia León -  cantante mexicana
- Pedro Valtierra - fotógrafo de prensa mexicano
- Enrique Arreola - actor de cine y teatro mexicano
- Víctor Sánchez Baños - periodista
- Claudia Sheinbaum Pardo - Presidenta de los Estados Unidos Mexicanos (2024-2030)